# Apatura yanagawensis
Apatura yanagawensis är en fjärilsart som beskrevs av Matsumura 1928. Apatura yanagawensis ingår i släktet Apatura och familjen praktfjärilar. Inga underarter finns listade i Catalogue of Life.